# Interkontinentální pohár 1974
Patnáctý ročník Interkontinentálního poháru byl odehrán ve dnech 12. března a 10. dubna 1975. Ve vzájemném dvouzápase se střetli finalista Poháru mistrů evropských zemí 1973/74, Atlético Madrid, a vítěz Poháru osvoboditelů 1974, CA Independiente. Španělský klub v souboji nahradil vítěze PMEZ Bayern Mnichov, který účast v poháru odmítl.

## 1. zápas
| 12. března 1975  |       |                 |                                                                        |
| CA Independiente | 1 : 0 | Atlético Madrid | Estadio Libertadores de América, Buenos Aires rozhodčí: Charles Corver |
| Balbuena 34'     |       |                 | Estadio Libertadores de América, Buenos Aires rozhodčí: Charles Corver |

## 2. zápas
| 10. dubna 1975        |       |                  |                                                          |
| Atlético Madrid       | 2 : 0 | CA Independiente | Estadio Vicente Calderón, Madrid rozhodčí: Carlos Robles |
| Irureta 34' Ayala 85' |       |                  | Estadio Vicente Calderón, Madrid rozhodčí: Carlos Robles |

## Vítěz
| Interkontinentální pohár 1974 Atlético Madrid (1. vítězství) |